# Găvani
Găvani – wieś w Rumunii, w okręgu Braiła, w gminie Gemenele. W 2011 roku liczyła 191 mieszkańców.